# Carl Galle
Carl August Engelbert Galle lub Karl Galle (ur. 5 października 1872 w Berlinie, zm. 18 kwietnia 1963 w Pankow) – niemiecki lekkoatleta, uczestnik pierwszych nowożytnych igrzysk olimpijskich. 

## Kariera sportowa
Wystąpił w biegu na 1500 m, w którym zajął 4. miejsce za Teddym Flackiem, Arthurem Blake'iem i Albinem Lermusiaux. Reprezentant klubu BFC Germania 1888.